# Beilschmiedia bracteata
Beilschmiedia bracteata är en lagerväxtart som beskrevs av Robyns & Wilczek. Beilschmiedia bracteata ingår i släktet Beilschmiedia och familjen lagerväxter. Inga underarter finns listade i Catalogue of Life.